# Marie Kraja

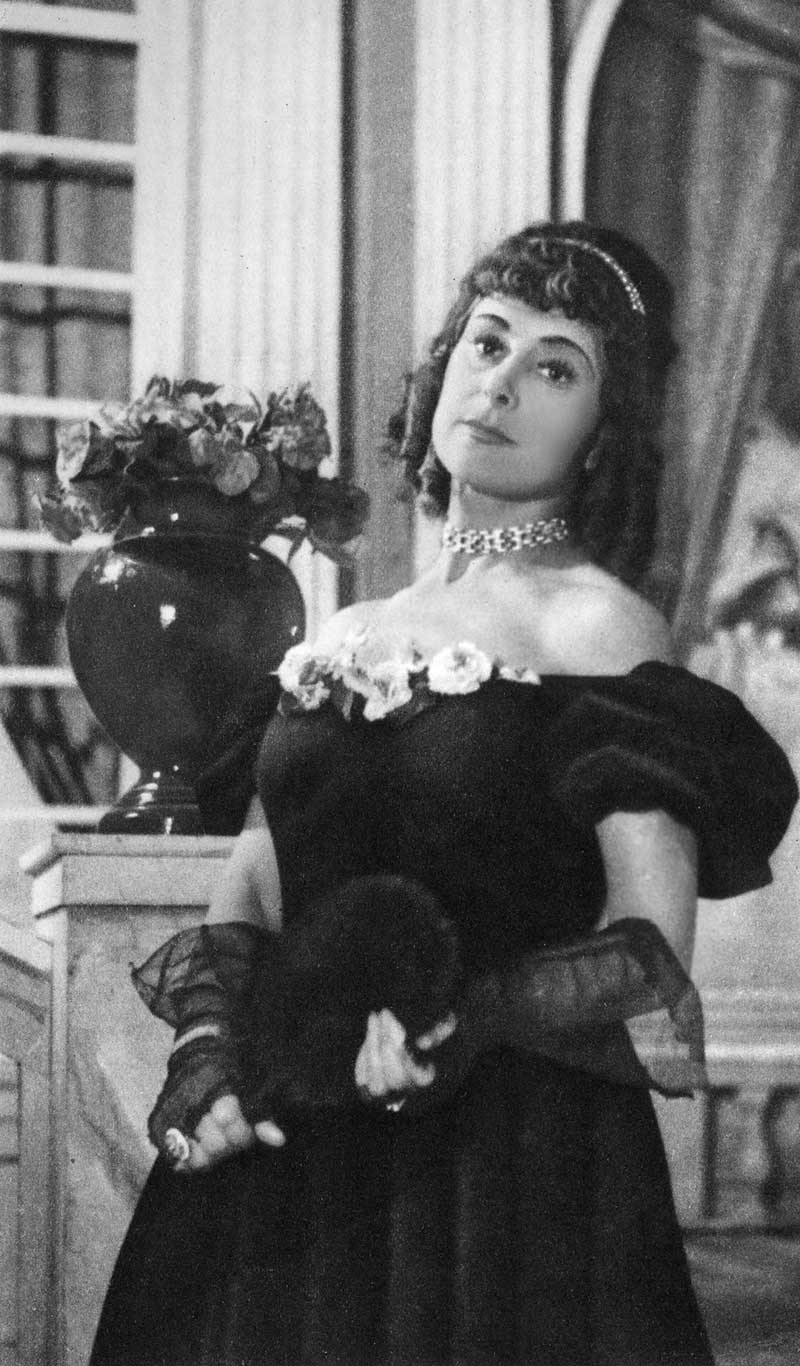
Marie Kraja bei einem Auftritt in den 1950er-Jahren

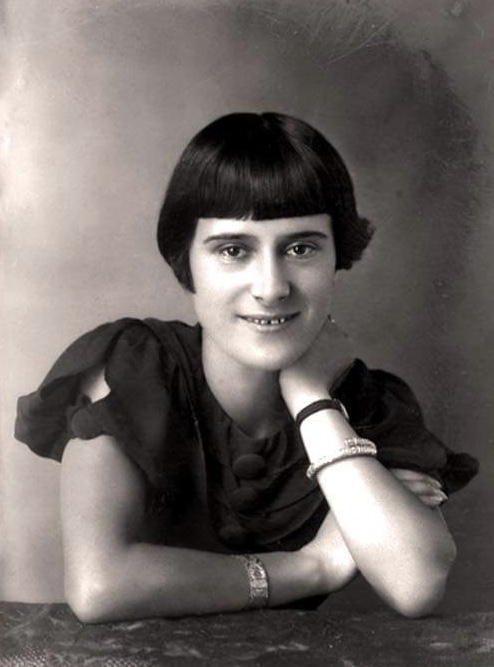
Marie Kraja (um 1940)

Marie Kraja, geboren als Marie Paluca (* 24. September 1911 in Zadar, Königreich Dalmatien; † 21. November 1999 in Tirana, Albanien), war eine albanische Musikpädagogin und Opernsängerin, die besonders für ihre Vortragsweise albanischer Volkslieder bekannt ist.

## Leben und musikalische Karriere

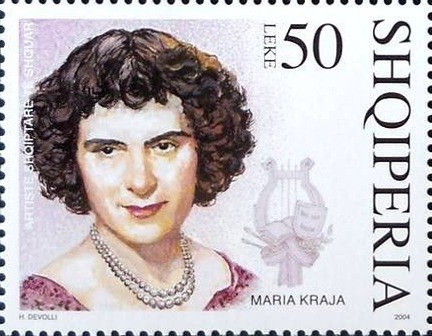
Marie Kraja auf einer albanischen Briefmarke aus dem Jahr 2004

Marie Paluca wurde am 24. September 1911 in Zadar im Königreich Dalmatien geboren, das damals zu Österreich-Ungarn gehörte. Ihre römisch-katholische Familie stammte ursprünglich aus dem Kosovo und lebte in einer kleinen albanischen Gemeinschaft in Zadar. Als das Mädchen sechs Jahre alt war, zog die Familie nach Albanien und ließ sich in Shkodra nieder. Dort lernte Marie, regionale Hochzeits- und Liebeslieder zu singen.
Im Jahr 1930 begann sie eine Gesangsausbildung an der Singschule in Graz, die sie 1934 abschloss. Danach unterrichtete sie zunächst an einer weiterführenden Schule in Shkodra, später am Pädagogischen Institut „Nana Mbretëreshë“ in Tirana.
Bei ihren ersten öffentlichen Gesangsauftritten in Tirana wurde sie vom Pianisten Tonin Guraziu begleitet. Sie repräsentierte Albanien an einem „Abend der Nationen“ in Wien. Im Jahr 1937 gab sie ein Konzert im italienischen Bari und im Jahr darauf mehrere Konzerte in München. Im selben Jahr nahm sie im Juni gemeinsam mit der Pianistin Lola Gjoka und der Sängerin Tefta Tashko-Koço an einem Benefizkonzert für Tashkos Ehemann, den Bariton Kristaq Koço, teil, um dessen Gesangsausbildung in Mailand zu finanzieren. Nach einem Konzert im Jahr 1939 in Florenz kehrte sie in die Heimat zurück.

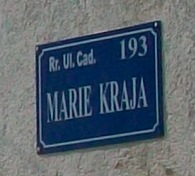
Straßenschild Marie Kraja in Prizren (Kosovo)

Zurück in Albanien heiratete sie im Jahr 1939 Leonard Kraja, einen Professor für Latein, und trat fortan mit ihrem neuen Familiennamen als Marie Kraja auf.
Nach dem Zweiten Weltkrieg unterrichtete Kraja am renommierten Kunstlyzeum „Jordan Misja“ (Liceu Artistik Jordan Misja) und sang an der Oper. 1959 trat sie in der ersten albanischen Oper Mrika auf, ein Werk von Prenkë Jakova mit einem Libretto von Llazar Siliqi. Sie spielte auch in Verdis La Traviata, Glinkas Ein Leben für den Zaren, Tschaikowskys Jolanthe, Mozarts Figaros Hochzeit und in anderen Opern.
Krajas Gesang war dadurch gekennzeichnet, dass sie die Worte ihrer Liedtexte auf eine typisch deutsche Weise betonte. Ihr Repertoire enthielt auch viele albanische städtische Volkslieder (albanisch këngë popullore qytetare, ins Englische als Albanian Urban Lyric Songs übersetzt). In ihrer Heimat war Kraja wegen dieser Lieder besonders bekannt und beliebt. Sie zeigte eindrucksvoll auf, wie ein professionell ausgebildeter Sänger Volkslieder präsentieren konnte. Ihre Melodien wurden von der Pianistin Lola Gjoka arrangiert, die sie bei ihren Auftritten am Klavier begleitete. Zusammen nahmen die beiden Musikerinnen mehr als 300 Lieder auf. Nach heutigen Standards waren diese Aufnahmen nicht perfekt, aber einige sind bis heute erhalten geblieben und teilweise auf YouTube verfügbar.
Im Jahr 1962 wurde Kraja mit der höchsten albanischen Auszeichnung für darstellende Künstler, dem Ehrentitel Volkskünstler Albaniens (Artist i Popullit të Shqipërisë), geehrt.
Marie Kraja starb am 21. November 1999 im Alter von 88 Jahren in Tirana.

## Auszeichnungen und Ehrungen
- 1962 erhielt sie den Ehrentitel Volkskünstler Albaniens.
- Orden Naim Frasheri 1. Klasse
- Im Jahr 2004 gab die albanische Post eine 50-Lek-Sondermarke mit einer Abbildung Krajas heraus.
- In Tirana, Shkodra und Prizren (Kosovo) wurden Straßen nach ihr benannt.
- Ein internationales Festival für Opernmusik am Theater für Oper und Ballett Tirana, das seit 1999 veranstaltet wird, ist nach Marie Kraja benannt.[7]

## Trivia
Kraja war mit Mutter Teresa verwandt, die ihr einen Besuch abstattete. Für deren Mutter und Schwester hatte Kraja die Bestattungen organisiert ungeachtet der Gefahr für ihre Karriere oder ihr Leben, da die beiden Frauen von den damaligen Machthabern mit Misstrauen beobachtet wurden.
Ihre einzige Tochter Inis Kraja, die zehn Jahre lang als Professorin für Englisch an der Katholischen Universität „Maria, Mutter vom Guten Rat“ in Tirana gelehrt hatte und auch als Übersetzerin tätig war, starb im März 2018 im Alter von 67 Jahren.